# پنانگ سنترال
پنانگ سنترال (به انگلیسی: Penang Sentral) یک توسعه ترانزیت-محور چند گانه در باتروورت، ایالت پنانگ، مالزی است. به عنوان قطب اصلی حمل و نقل ایالت پنانگ، ودر ادامه توسعه آن، برای پنانگ بزرگ در نظر گرفته شد، فاز اول پروژه پنانگ سنترال در ۲۲ نوامبر ۲۰۱۸ افتتاح شد.
با الگو برداری از کی ال سنترال در کوالالامپور، فاز اول پنانگ سنترال به عنوان پایانه اتوبوس‌های عمومی و بین شهری عمل می‌کند، و از لحاظ ظاهری به ترمینال فرابر پنانگ و ایستگاه قطار باتروورت در مجاورت آن، متصل است. این پروژه در نهایت یک پایانه یکپارچه ای را برای کلیه خدمات حمل ونقل دریایی، اتوبوس و قطار ایجاد خواهد نمود. فازهای بعدی پروژه همچنین شامل ایجاد فضای خرده فروشی، تجاری و اقامتگاه خواهد بود.